# Параллелоэдр
Параллелоэдр ― выпуклый многогранник, параллельным перенесением которого можно замостить пространство, то есть покрыть евклидово пространство так, чтобы многогранники не входили друг в друга и не оставляли пустот между собой .

## Примеры и свойства
- Параллелоэдрами являются, например, области Дирихле — Вороного решёток в евклидовом пространстве.
- На плоскости существует две разновидности параллелоэдров: параллелограммы и центрально-симметричные шестиугольники.
- В трёхмерном пространстве существует ровно пять топологических типов параллелоэдров: куб, шестиугольная призма, ромбододекаэдр, удлинённый додекаэдр (см. рисунок) и усечённый октаэдр.

- Все параллелоэдры (любой размерности) являются центрально-симметричными многогранниками. Все гиперграни параллелоэдра также центрально-симметричны.
- В двумерном и трёхмерном случаях все параллелоэдры являются зоноэдрами. Обратно, любой зоноэдр, имеющий один из описанных топологических типов, является параллелоэдром.
- Уже в четырёхмерном пространстве не все параллелоэдры являются зоноэдрами.

## История
Начало теории параллелоэдров было положено в XIX веке трудами Фёдорова и Минковского.
Замечательный вклад в неё внёс Г. Ф. Вороной, доказав, что всякий примитивный параллелоэдр аффинно эквивалентен DV-области некоторой решётки.
В XX веке теорию параллелоэдров развивали Б.Н. Делоне, Б. А. Венков, С. С. Рышков, П. Макмаллен (P. Macmallen) и другие.
В последнее время изучение всех решётчатых параллелоэдров сведено к изучению так называемых коренных параллелоэдров, которые образуют в некотором роде базис параллелоэдров. Теорема о представлении любого решётчатого параллелоэдра в виде суммы Минковского конечного числа коренных параллелоэдров была сформулирована С. С. Рышковым. Подробное доказательство этой теоремы дано в совместной статье С. С. Рышкова и Е. А. Большаковой.